# Marchigüe
Marchihue é uma comuna da província de Cardenal Caro, localizada na Região de O'Higgins, Chile. Possui uma área de 659,9 km² e uma população de 6.904 habitantes (2002).